# Petter Solberg
Petter Solberg (* 18. November 1974 in Askim) ist ein norwegischer Rallye- und Rallycross-Fahrer. Er gewann 2003 die Rallye-Weltmeisterschaft sowie 2014 und 2015 die FIA Rallycross-Weltmeisterschaft. Damit ist er der erste Fahrer überhaupt, der FIA-Weltmeister in zwei verschiedenen Disziplinen (WRC und WRX) werden konnte.

## Karriere

### Erste motorsportliche Erfolge
Petter Solberg begann im Motorsport mit RC-Cars und wurde 1987 im Alter von 13 Jahren norwegischer Meister. Von Spielzeugautos stieg er mit 18 Jahren zu richtigen Autos um. 1992, nur einen Tag nach seiner bestandenen Führerscheinprüfung, debütierte Solberg bei einem Bilcross-Lauf. 1993 fuhr er sein zweites Bilcross-Rennen, das er gewann. Danach wechselte er in die nationale norwegische Rallycross-Szene, um mit einem Ford Escort#Escort ’75 an Rallycross-Läufen und Bergrennen auf Schotter teilzunehmen. 1994 gewann er den Titel des norwegischen Vizemeisters in beiden Disziplinen. Für 1995 stieg Solberg in die supernationale Serie um, sein Auto war ein Volvo 240 Turbo, der allerdings mit einem Saugmotor ausgestattet war (aufgrund des Reglements waren Turbolader nicht erlaubt). Solberg entwickelte sich zu einem anerkannten Fahrer. Er gewann insgesamt 19 von 21 Rennen und wurde norwegischer Berg- und Rallycross-Meister. Den skandinavischen Supernasjonal-Berg-Titel verpasste er nur knapp.
Im Jahre 1996 wiederholte er diese drei Erfolge, gewann 15 von 19 Rennen, und sicherte sich zwei weitere Meister- und einen Vizemeister-Titel. Solberg galt als Hoffnungsträger im Motorsport. Die Norweger sahen in ihm den neuen „Mister Rallycross“ nach Martin Schanche, ein Nationalheld. Petter Solberg wurde von den Medien nach seinem Wohnort mit dem Spitznamen „Spydeberg-Ekspressen“ benannt. Diesen trug ursprünglich der norwegische Ex-Rallye-Fahrer John Unnerud, der ebenfalls aus Spydeberg stammte.

### Wechsel vom Rallycross zum Rallyesport
Petter Solbergs Rallye-Debüt war mit einem Volvo 240 (Klasse Volvo Original) bei der norwegischen Rally Bjørkelangen des Jahres 1995, wobei die heutige Ehefrau seines Bruders Henning, die Schwedin Maud (damaliger Familienname Tidemand), als Beifahrerin agierte. Im Jahr 1996 überließ ihm Bruder Henning seinen eigenen Toyota Celica ST165, um an der Rally Hedemarken in Norwegen teilzunehmen, bei der Solberg das Auto durch einen Überschlag zerstörte. Ende 1996 verabschiedete sich Petter Solberg aus dem Rallycross-Sport, da ihm für 1997 ein Toyota Celica ST185 bereitgestellt wurde, der zuvor vom Schweden Thomas „Rådis“ Rådström gefahren wurde. Damit gewann Solberg erneut den norwegischen Bergmeister und belegte den 5. Rang in der norwegischen Rallyemeisterschaft. 1998 sicherte er sich mit einem Toyota Celica ST205 den norwegischen Rallye-Titel. Er machte mit einem 16. Platz bei der zur Rallye-Weltmeisterschaft gehörenden Rallye Schweden erstmals international auf sich aufmerksam.

### 1999–2000: WRC-Einstieg mit Ford
Noch im Jahr 1998 sorgte Solbergs Mentor John „Mister Škoda“ Haugland dafür, dass Ford das damals 23-jährige norwegische Talent etwas genauer unter die Lupe nahm. Nachdem sich Solberg bei einem Ford-Vergleichstest hervorragend in Szene setzen konnte, bekam er vom britischen Werksteam einen Platz für drei Jahre angeboten. Solbergs neuer Beifahrer wurde der Brite Phil Mills. Seinen ersten WRC-Einsatz für Ford hatte Solberg zum Jahresbeginn 1999 bei der Rallye Schweden. Er belegte den elften Platz mit einem Ford Escort WRC. Anschließend erhielt er einen neuen Ford Focus WRC. Gleich bei seiner ersten WRC-Rallye mit dem Fahrzeug, der Rallye Safari, erzielte er den fünften Platz und holte seine ersten zwei WRC-Punkte. Es folgten 1999 noch vier weitere Teilnahmen an WRC-Läufen, bei denen er jedoch ohne Punkte blieb. 2000 fuhr Solberg bei sechs Einsätzen für Ford drei Mal in die Punkteränge.

### 2000–2001: Wechsel zu Subaru

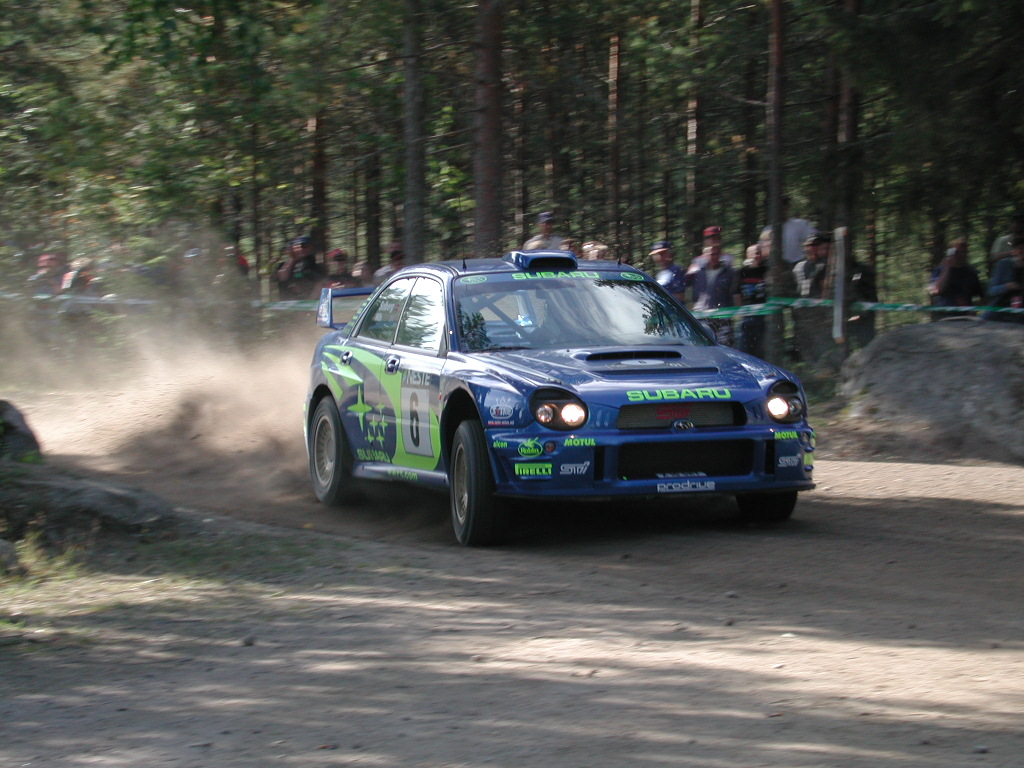
Petter Solberg im Subaru Impreza WRC bei der Rallye Finnland 2001

Da Solbergs Vertrag mit Ford rechtlich nicht richtig abgesichert war, konnte er während der Saison 2000 vorzeitig zu Subaru wechseln. Dort absolvierte er mit dem Subaru Impreza WRC die letzten vier Saisonläufe, zu Punkten kam er aber nicht mehr. Die Saison 2000 beendete Solberg mit insgesamt sechs Zählern auf dem zehnten Meisterschaftsplatz. 2001 bestritt Solberg erstmals eine komplette Saison in der Rallye-Weltmeisterschaft. Die Saison begann mit einigen Unfällen und technischen Defekten. Er wurde bei der Rallye Griechenland, zur Saisonmitte, zweiter und kam erstmals auf das Podium der WRC. Bis zum Ende der Saison hatte er elf Punkte eingefahren und wiederholte seinen zehnten Platz in der Weltmeisterschaft.

### 2002–2005: Angekommen in der Weltspitze
Ab der Saison 2002 zeigte Solberg konstante Leistungen und fuhr regelmäßig in die Punkteränge. Bei der Rallye Argentinien, die sechste Rallye des Jahres, errang er mit Rang zwei seine nächste Podiumsplatzierung. Besonders in der zweiten Saisonhälfte wurde er zunehmend erfolgreich. Auf dritte Plätze bei der Rallye Finnland, der Rallye Sanremo und der Rallye Australien folgte zum Saisonfinale in Wales der erste Sieg in der WRC. In den Kampf um die Weltmeisterschaft konnte Solberg nicht mehr eingreifen. Marcus Grönholm war in der Punktewertung schon zu weit voraus. Solberg gelang es aber noch, auf den zweiten Meisterschaftsplatz vorzurücken und „Best of the Rest“ zu werden.
Die Saison 2003 begann für Solberg zunächst sehr schlecht mit nur drei Punkten in den ersten drei Rallies. Dann folgten zumindest zwei dritte Plätze in Neuseeland und Griechenland. Die Wende kam zur Saisonhalbzeit bei der Rallye Zypern, aus der er als Sieger hervorging. Daraufhin folgten ein zweiter Platz bei der Rallye Finnland und Siege in Australien sowie auf Korsika. Solberg lieferte sich ein enges Duell mit dem aufstrebenden Sébastien Loeb um die Weltmeisterschaft. Bei der entscheidenden Rallye Wales siegte Solberg vor Loeb und gewann mit einem Punkt Vorsprung die Rallye-Weltmeisterschaft 2003. Solberg war damit der erste Norweger, der in der WRC den Weltmeistertitel gewann.
Solberg gewann 2004 fünf WRC-Läufe, darunter die Rallyes in Neuseeland, Griechenland, Japan, Wales und auf Sardinien. Drei Ausfälle in Folge zur Mitte der Saison warfen ihn im Titelkampf zurück. Sein Konkurrent Loeb, der sich kaum Fehler leistete, setzte sich in der Punktewertung ab und wurde schließlich mit deutlichem Vorsprung Meister. Solberg wurde Vizemeister 2004.
Anfangs 2005 gewann Solberg die Rallyes in Schweden und die Rallye Mexiko, er übernahm die Tabellenführung. Wenig später verlor er die Führung in der Meisterschaft an den Citroën-Piloten Sébastien Loeb. Im Jahr 2005 siegte Solberg bei der Rallye Wales. Bei dieser Rallye kam Markko Märtins Beifahrer Michael Park bei einem Unfall ums Leben. Daraufhin provozierte der bisher vor Solberg führende Loeb eine Zeitstrafe, um nicht unter diesen Umständen zu siegen und vorzeitig Weltmeister zu werden. Ende der Saison hatte Solberg mehrmals Pech, als er jeweils in Führung liegend bei der Rallye Japan und der Rallye Australien ausfiel. Am Saisonende wurde Solberg erneut Vizeweltmeister. Er platzierte sich wegen der größeren Anzahl von Siegen vor dem punktegleichen Marcus Grönholm.

### 2006–2008: Fehlende Konkurrenzfähigkeit

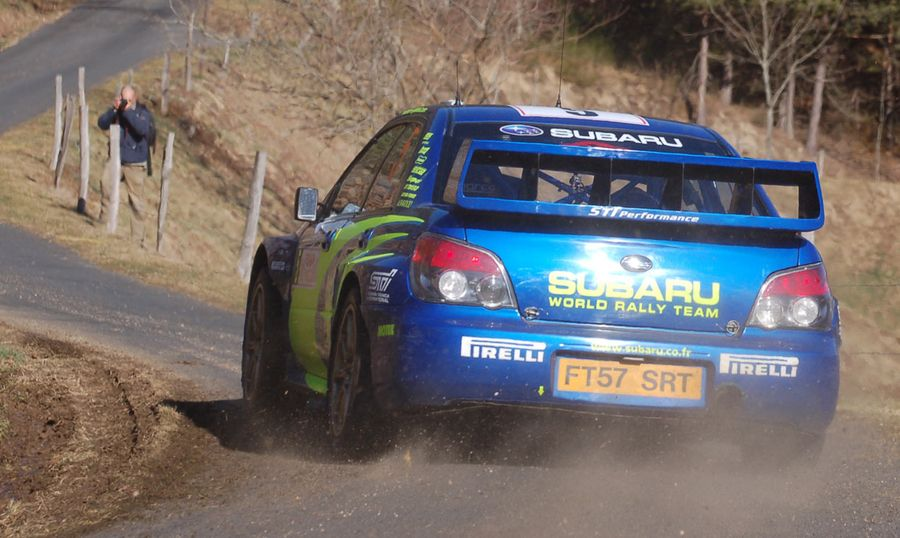
Petter Solberg im Subaru Impreza WRC bei der Rallye Monte Carlo 2008

2006 erhielt Solberg eine neue Version des Subaru Impreza WRC. Das Fahrzeug war zu langsam und wenig zuverlässig, sodass er nicht an die Resultate des Vorjahres anknüpfen konnte. Solberg absolvierte erstmals seit 2001 eine sieglose Saison und auch das Podium erreichte er nur gelegentlich. Seine besten Ergebnisse waren zweite Plätze in Mexiko, Argentinien und Australien, sowie ein dritter Platz in Wales. In der Meisterschaft belegte er am Saisonende Platz sechs. Solberg feierte in dieser Saison seinen 100. WM-Start.
Auch im Jahr 2007 verhinderte das Fahrzeug Erfolge. Ab dem vierten Saisonlauf fuhr Solberg eine neue Evolutionsstufe, die keine große Verbesserung der Ergebnisse brachte. In der frühen Phase der Saison hatte er mehrere Ausfälle, die ihm die Chance auf mögliche Podiumsplatzierungen nahmen. Bei der Rallye Portugal rückte Solberg vom vierten auf den zweiten Platz vor, nachdem die Ford-Werkspiloten wegen einer Zeitstrafe zurückversetzt wurden. Eine starke Rallye bestritt Solberg in Griechenland, wo er auf den dritten Platz fuhr. Im späteren Saisonverlauf kam Solberg zwar konstant in die Punkteränge, konnte sich aber nicht ganz vorne einreihen. Am Ende des Jahres lag er auf dem fünften Meisterschaftsplatz.

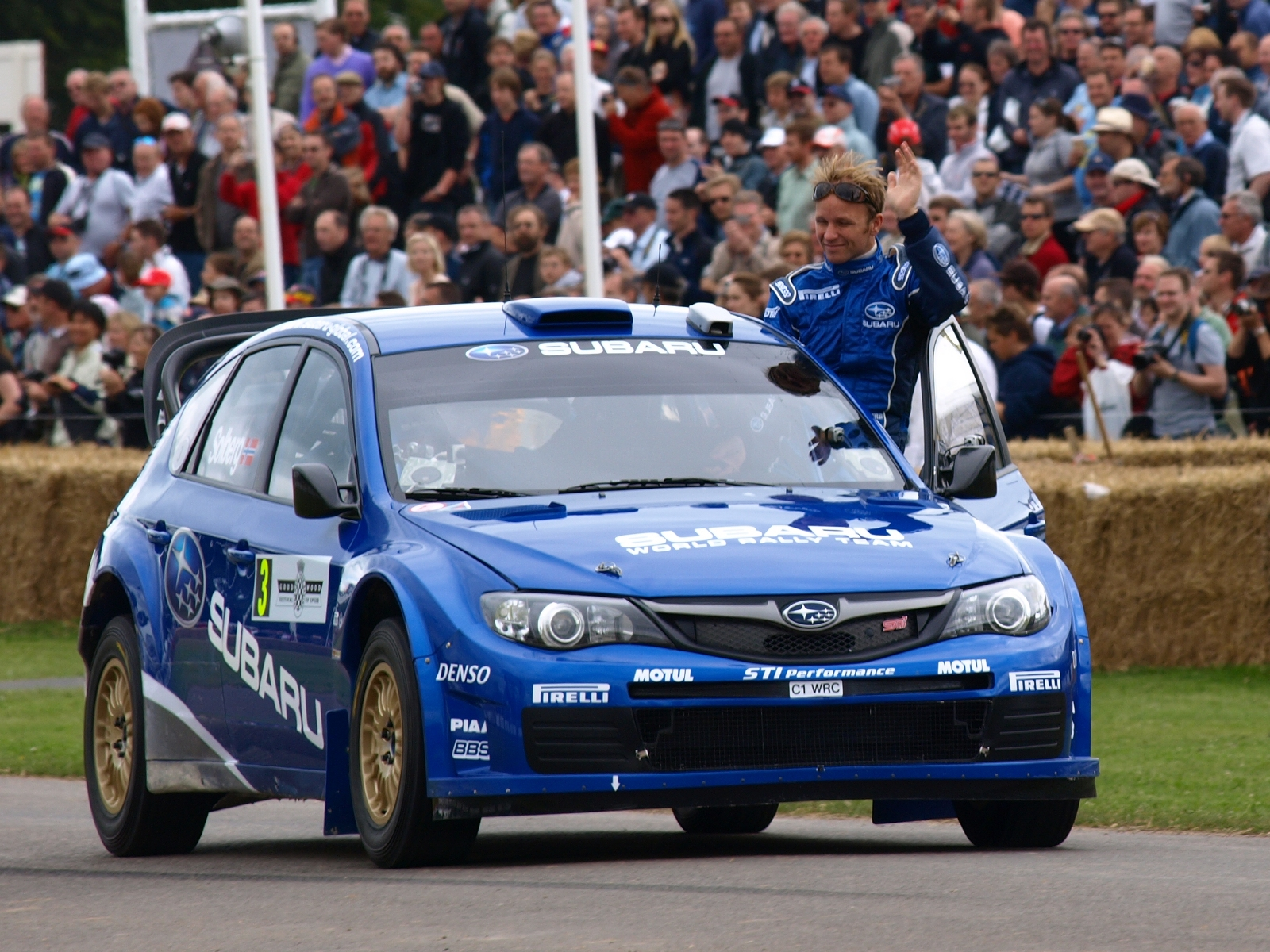
Petter Solberg mit dem Subaru Impreza WRC beim Goodwood Festival of Speed 2008

In die Saison 2008 startete Solberg mit Platz fünf bei der Rallye Monte Carlo und Platz vier bei der Rallye Schweden gut, jedoch wurde er bei den folgenden vier Rallyes von Unfällen und technischen Problemen zurückgeworfen. Ab dem siebten Saisonlauf, in Griechenland, stellte ihm Subaru ein komplett neues Fahrzeug zur Verfügung, dass nun nicht mehr wie seine Vorgänger ein Stufenheck, sondern ein Schrägheck hatte. Bei seinem WRC-Debüt mit dem neuen Impreza zeigte Solberg das Potenzial des neuen Fahrzeugs auf und erzielte den zweiten Platz, womit er erstmals seit einem Jahr wieder auf dem Podium stand. Bei den restlichen acht Rallyes der Saison fuhr er ununterbrochen in die Punkteränge, wobei ihm aber keine weitere Podiumsplatzierung gelang. Am Saisonende belegte er hinter seinem Teamkollegen Christopher Atkinson den sechsten Platz in der Meisterschaft.

### 2009 bis 2011: Als Privatier auf Citroën
Am 16. Dezember 2008 gab Subaru bekannt, sich wegen sinkender Absatzzahlen aus der Rallye-Weltmeisterschaft zurückzuziehen. Solberg, der einen Vertrag bis 2009 bei Subaru hatte, verlor seinen Arbeitsplatz. Da er bei keinem Werksteam einen Platz fand, baute er innerhalb kurzer Zeit sein eigenes Petter Solberg World Rally Team auf.

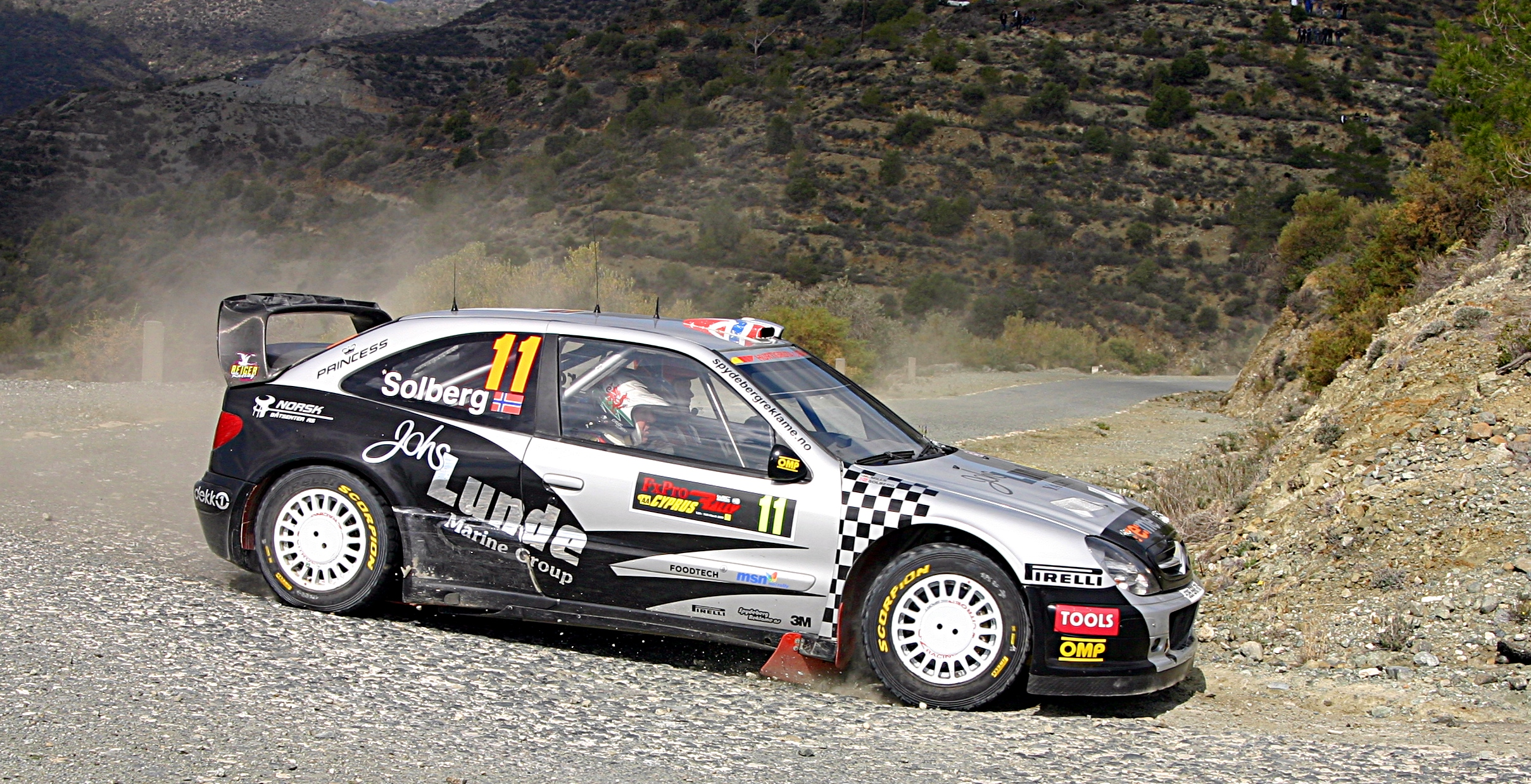
Petter Solberg im Citroën Xsara WRC bei der Rallye Zypern 2009

Nachdem Solberg die Rallye Irland, den Beginn der Saison 2009, ausgelassen hatte, war er bei der folgenden Rallye in Norwegen wieder dabei. Nur wenige Wochen vor der Rallye erwarb Solberg einen Citroën Xsara WRC aus dem Jahr 2006. Mit dem vergleichsweise alten Fahrzeug und als kleines Privatteam war er überraschend konkurrenzfähig. Nach dem sechsten Gesamtrang beim Citroën-Debüt in Norwegen gelang ihm bereits bei der folgenden Rallye in Zypern mit Platz drei sein erstes Podiumsergebnis als Privatier. Danach fuhr er den vierten Platz bei der Rallye Portugal ein. Vor der Rallye Sardinien erhielt er für seinen Xsara ein Motor-Upgrade auf 2006er-Spezifikation, um nachlassender Motorleistung bei hohen Temperaturen entgegenzuwirken. In Sardinien konnte er mit Platz drei erneut ein Podiumsergebnis feiern, nachdem der vor ihm platzierte Loeb wegen einer Zeitstrafe zurückfiel. Ein nächstes gutes Ergebnis erreichte er bei der Rallye Polen mit Platz vier. Technische Defekte verhinderten weitere Erfolge. Für die letzten beiden Saisonläufe wechselte Solberg das Fahrzeug und fuhr einen Citroën C4 WRC. Mit seinem neuen Fahrzeug erreichte er den vierten Platz bei der Rallye Katalonien. Zum Saisonfinale in Wales erhielt er einen Platz im Citroën Junior Team und gewann Platz vier. Die Weltmeisterschaft 2009 beendete Petter Solberg auf der fünften Position als bestplatzierter Privatfahrer.

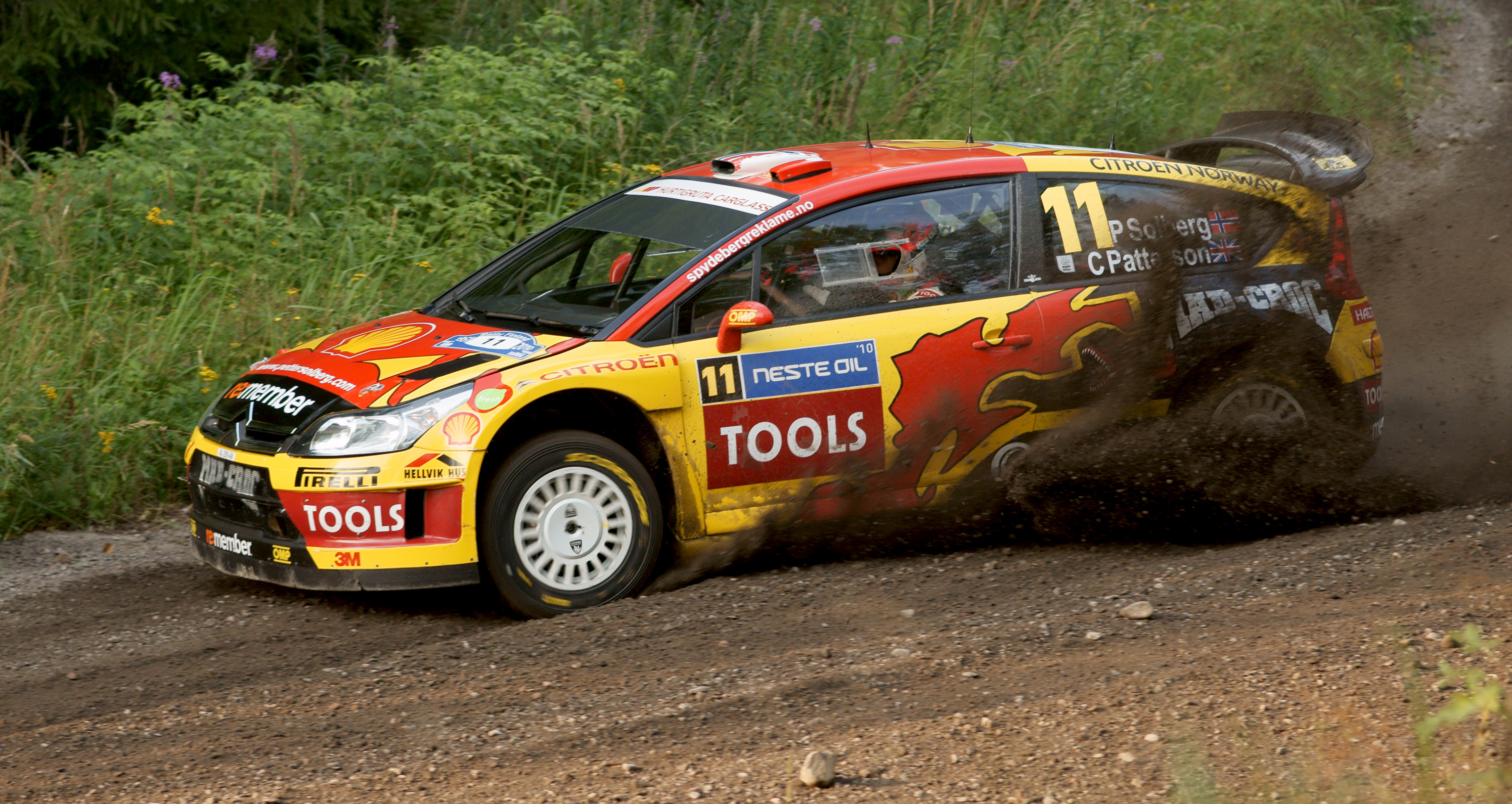
Petter Solberg im Citroën C4 WRC bei der Rallye Finnland 2010

Zur Saison 2010 kaufte Solberg zwei Citroën C4 WRC, die auf dem technischen Niveau von 2009 waren. Er wollte wieder um Spitzenplätze in der Weltmeisterschaft mitfahren, was ihm trotz geringem Budget gelang. Nach einem enttäuschenden Saisonstart in Schweden folgte Platz zwei bei der Rallye Mexiko und somit das beste Ergebnis seit 2008. Auch bei der Rallye Jordanien konnte er als Dritter und bei der Rallye Türkei als Zweiter das Tempo der Spitze mitfahren. Nach der Rallye Portugal gab Solbergs Beifahrer Phil Mills, nach elf Jahren gemeinsamer Arbeit, seinen sofortigen Rücktritt vom aktiven Rallyesport bekannt. Ab der Rallye Bulgarien fuhr Solberg mit Chris Patterson auf dem Beifahrersitz. Bei der ersten gemeinsamen Rallye in Bulgarien erreichten Solberg und Patterson den dritten Rang. Zum Ende der Saison fuhr Solberg vier Mal in Folge auf das Siegerpodest. Zunächst erreichte er nur knapp geschlagen Platz zwei in Japan, daraufhin wurde er Dritter in Frankreich und die letzten beiden Rallyes 2010, in Katalonien und Wales, beendete er jeweils als Zweiter. Insgesamt kam Solberg bei 8 von 13 Rallyes auf das Podium, ein erhoffter Sieg blieb ihm allerdings verwehrt. Er erreichte Rang drei in der Meisterschaft und damit seine beste Platzierung seit 2005.
Im Januar 2011 gab Solberg einen Gaststart bei der Rallye Monte Carlo im Peugeot-Werksteam. Nachdem er zwischenzeitlich auf dem zweiten Platz gelegen war, musste er kurz vor Schluss mit technischem Defekt aufgeben.

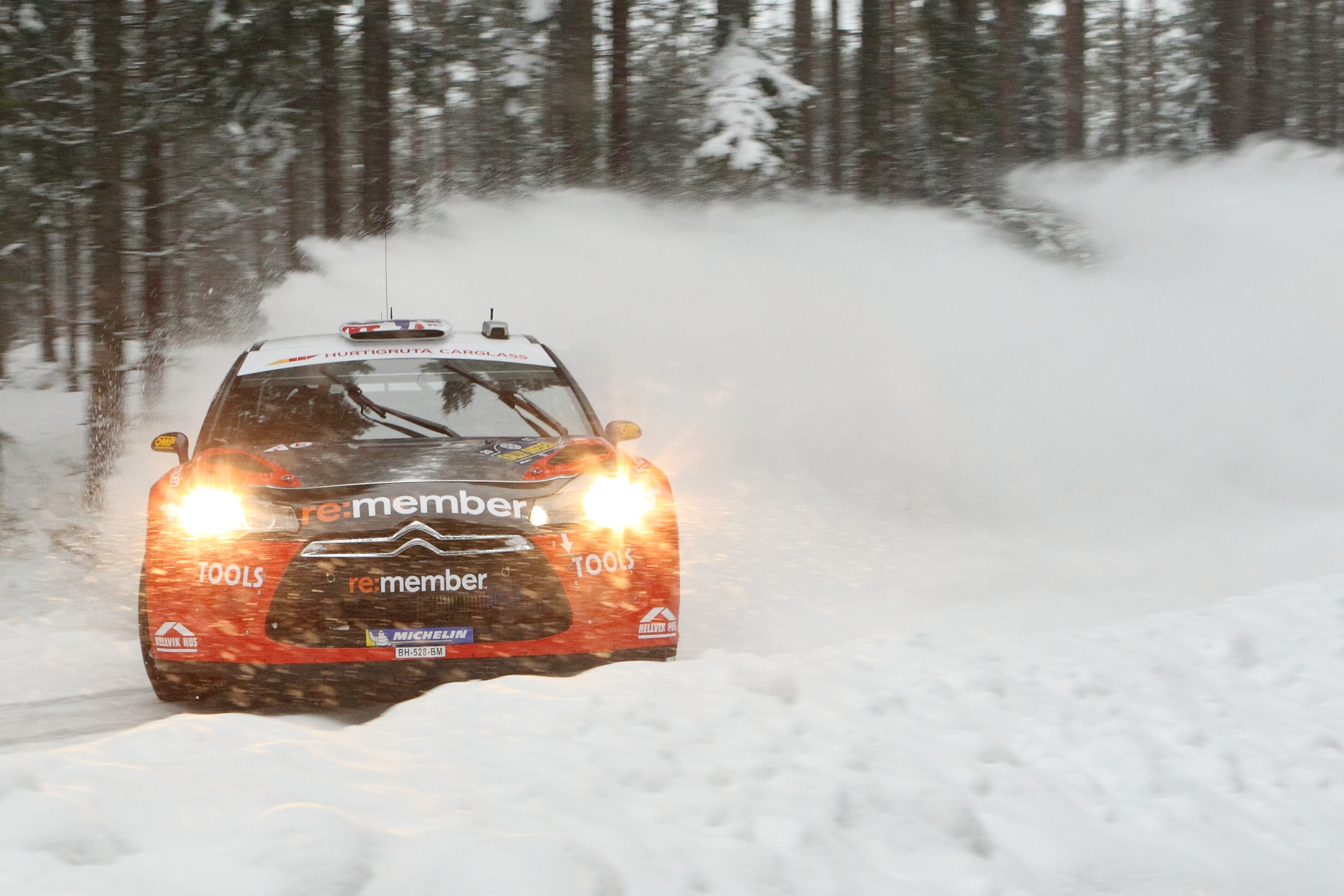
Solberg im Citroën DS3 WRC im Neuschnee der Rallye Schweden 2011

Danach ging er in die Saison 2011 als Privatier mit einem Citroën DS3 WRC. Nach einem glücklosen Saisonbeginn erreichte er bei der Rallye Sardinien mit Platz drei sein erstes Podium. Bei der Rallye Griechenland lag er nach dem ersten Tag in Führung, musste dann aber wegen seines ersten Startplatzes den „Straßenfeger“ spielen und fiel auf den vierten Platz zurück. Sein nächster Podestplatz gelang ihm bei der Rallye Australien, wo er den dritten Gesamtrang belegte. Diese Platzierung gelang ihm auch bei der Rallye Frankreich. Einige Stunden nach der Rallye wurde Petter Solberg von der Veranstaltung ausgeschlossen und der dritte Rang aberkannt. Grund war, dass sein Fahrzeug bei der nachträglichen Abwaage als um vier Kilogramm zu leicht gewogen wurde. Bei der Rallye Katalonien schied er auf der ersten Wertungsprüfung aus. In einer engen Kurve schnitt er zu eng und riss sich an einem Hindernis ein Rad ab. Auch in Großbritannien erreichte er das Ziel nicht. Am Saisonende belegte Solberg, als bestplatzierter Privatier, den fünften Platz in der Fahrerwertung.

### 2012 Werksfahrer für Ford
Am 15. Dezember 2011 unterzeichnete Petter Solberg einen Vertrag, gültig für die Saison 2012, beim Ford World Rally Team. Als Nummer 2 hinter Teamkollege Jari-Matti Latvala, erreichte er bei der Rallye Monte Carlo mit dem dritten Gesamtrang sein bisher bestes Ergebnis bei dieser traditionsreichen Veranstaltung.

### Rücktritt aus der WRC 2013
Am 4. Dezember 2012 gab Solberg der Presse bekannt, dass er sich aus der Rallye-Weltmeisterschaft verabschiedet. Er sei bereit gewesen bei Ford ohne Honorar zu fahren, nicht aber seinen Fahrersitz selbst zu finanzieren. Über seine weitere motorsportliche Zukunft informierte er die Medien am 31. Januar 2013. In einer Pressemitteilung gab er bekannt, dass er einen Citroën DS3 als Rallycross SuperCar aufbaute, mit dem er die vier Global X Games 2013 bestritt.

### Pikes Peak International Hill Climb
In einem Interview mit dem US-amerikanischen Sender THS Radio kündigte Solberg im Dezember 2010 an, dass er mit einem vom eigenen Team entwickelten Prototypen namens PS FX (für Petter Solberg und seinen französischen Cheftechniker François Xavier Demaison) im Juni 2011 am Pikes Peak International Hill Climb (PPIHC) in den USA teilnehmen wolle. Wegen Terminproblemen zwischen den WRC-Veranstaltungen verschob er sein Vorhaben dann auf das Jahr 2012. Doch auch daraus wurde nichts, die Pläne wurden auf unbestimmte Zeit verschoben.

### FIA European Rallycross Championship 2013
2013 wechselte Petter Solberg vom Rallyesport in den Rallycross. In der FIA Rallycross Europameisterschaft startete Solberg mit seinem eigenen Team bei allen Rennen. Er beendete seine Saison auf Platz acht in der Klasse der SuperCars.

### FIA World Rallycross Championship 2014 bis 2016 im Citroën DS3
2014 wurde Solberg erster Weltmeister der neu geschaffenen FIA World Rallycross Championship in seinem Citroën DS3 SuperCar. Damit ist Solberg der erste Pilot, der zwei offizielle FIA-Weltmeister-Titel erringen konnte. 2015 verteidigte Solberg im Citroën DS3 SuperCar seinen Weltmeister-Titel. Ein Jahr später schloss er die WM auf Rang vier ab.

### FIA World Rallycross Championship 2017 bis 2018 im VW Polo
Ab 2017 arbeitete Solberg mit Volkswagen zusammen. Sein Team mit dem offiziellen Titel PSRX Volkswagen Sweden setzte einen zusammen mit Volkswagen Motorsport entwickelten VW Polo ein. Während PSRX-Fahrer Johan Kristoffersson die Fahrer-WM-Wertung und Solbergs Team die Team-Wertung gewinnen konnte, schloss Solberg die Saison auf Rang drei liegend ab. 2018 setzt PSRX Volkswagen Sweden einen weiterentwickelten, offiziell 570 PS starken VW Polo R ein. An der Seite von Petter Solberg geht erneut Johan Kristoffersson an den Start.

## Persönliches
Petter Solberg hatte eine begonnene Ausbildung zum Maler und Tapezierer zugunsten seiner Rennsport-Karriere aufgegeben. „Mister Hollywood“, so sein Spitzname, kommt aus Spydeberg in Østfold, knapp 50 km östlich von Oslo gelegen. Er hat seinen offiziellen Wohnsitz seit 2003 in Monaco. Solberg stammt aus einer Familie, die sich dem Motorsport verschrieben hatte. Er ist, durch die Heirat mit Pernilla, mit der im skandinavischen Raum bekannten schwedischen Rallye- und Rallycross-Familie Walfridsson verbunden. Pernilla ist eine der beiden Töchter des ehemaligen Volvo-Werksfahrers (Volvo R-Team) Per-Inge „Pi“ Walfridsson (u. a. FIA Rallycross-Europameister 1980 und Vierter bei der RAC-Rallye des Jahres 1973). Pernillas Vater wurde der finanzielle Berater von Petter Solberg und leitete unter anderem dessen Flugzeug-Verleih-Firma PS Aviation AB mit Sitz im schwedischen Torsby. Die beiden jüngeren und ebenfalls autosportbegeisterten Brüder von Per-Inge Walfridsson heißen Lars-Erik Walfridsson und Stig-Olov Walfridsson und sind somit die Onkel von Pernilla. Unter ihrem Geburtsnamen Pernilla Walfridsson galt Solbergs Gattin selbst für einige Jahre als eine der besten Rallye-Fahrerinnen der Welt. Kein Geringerer als der vierfache Rallye-Weltmeister Tommi Mäkinen stufte sie, laut Auskunft von Petter Solberg, als die zweitschnellste Frau, hinter Michèle Mouton, ein. Petter und Pernilla haben einen gemeinsamen Sohn namens Oliver, der als junger Crosskart-Rennfahrer bereits selbst im Fokus der norwegischen und schwedischen Medien steht. Die Eltern von Petter Solberg, sowohl Mutter Tove als auch Vater Terje, nahmen einige Jahre lang an Bilcross-Rennen (dt. Autocross) teil; in Norwegen eine Rallycross-Liga für kleinere Budgets. So kam Sohn Petter schon früh auf den Geschmack des Rallyesports und er arbeitete als Mechaniker mit, wie auch sein um fast zwei Jahre älterer Bruder Henning Solberg, der seit 1998 in der Rallye-Weltmeisterschaft mitfährt.

## Ehrungen
Solberg gewann 2003 die Wahl zu Norwegens Sportler des Jahres sowie die Aftenposten-Goldmedaille.

## Klassifikationen

### Titel
| Saison | Titel                           | Beifahrer  | Fahrzeug               |
| ------ | ------------------------------- | ---------- | ---------------------- |
| 1995   | Norwegischer Rallycross-Meister |            | Volvo 240              |
| 1995   | Norwegischer Bergrenn-Meister   |            | Volvo 240              |
| 1996   | Norwegischer Rallycross-Meister |            | Volvo 240              |
| 1996   | Norwegischer Bergrenn-Meister   |            | Volvo 240              |
| 1997   | Norwegischer Bergrenn-Meister   |            | Toyota Celica ST185    |
| 1998   | Norwegischer Rallye-Meister     |            | Toyota Celica ST205    |
| 2003   | Rallye-Weltmeister              | Phil Mills | Subaru Impreza WRC2003 |

### WRC-Siege
| Nr. | Saison | Rallye                | Beifahrer  | Fahrzeug               |
| --- | ------ | --------------------- | ---------- | ---------------------- |
| 1   | 2002   | Rallye Großbritannien | Phil Mills | Subaru Impreza WRC2002 |
| 2   | 2003   | Rallye Zypern         | Phil Mills | Subaru Impreza WRC2003 |
| 3   | 2003   | Rallye Australien     | Phil Mills | Subaru Impreza WRC2003 |
| 4   | 2003   | Rallye Korsika        | Phil Mills | Subaru Impreza WRC2003 |
| 5   | 2003   | Rallye Großbritannien | Phil Mills | Subaru Impreza WRC2003 |
| 6   | 2004   | Rallye Neuseeland     | Phil Mills | Subaru Impreza WRC2004 |
| 7   | 2004   | Rallye Griechenland   | Phil Mills | Subaru Impreza WRC2004 |
| 8   | 2004   | Rallye Japan          | Phil Mills | Subaru Impreza WRC2004 |
| 9   | 2004   | Rallye Großbritannien | Phil Mills | Subaru Impreza WRC2004 |
| 10  | 2004   | Rallye Sardinien      | Phil Mills | Subaru Impreza WRC2004 |
| 11  | 2005   | Rallye Schweden       | Phil Mills | Subaru Impreza WRC2004 |
| 12  | 2005   | Rallye Mexiko         | Phil Mills | Subaru Impreza WRC2005 |
| 13  | 2005   | Rallye Großbritannien | Phil Mills | Subaru Impreza WRC2005 |

### WRC-Einzelergebnisse
| Jahr | Team                            | Fahrzeug              | 1   | 2   | 3   | 4   | 5   | 6   | 7   | 8   | 9   | 10  | 11  | 12  | 13  | 14  | 15  | 16  | Punkte | Rang |
| ---- | ------------------------------- | --------------------- | --- | --- | --- | --- | --- | --- | --- | --- | --- | --- | --- | --- | --- | --- | --- | --- | ------ | ---- |
| 1998 | Shell Norge                     | Toyota Celica GT-Four | MON | SWE | KEN | POR | ESP | FRA | ARG | GRE | NZL | FIN | ITA | AUS | GBR |     |     |     | -      | -    |
| 1998 | Shell Norge                     | Toyota Celica GT-Four | 16  |     |     |     |     |     |     |     |     |     |     |     |     |     |     |     | -      | -    |
| 1998 | Petter Solberg                  | Toyota Celica GT-Four |     |     |     |     |     |     |     |     |     |     |     |     |     |     |     |     | -      | -    |
| 1998 |                                 | Toyota Celica GT-Four |     |     |     |     |     |     |     |     |     | DNF |     |     |     |     |     |     | -      | -    |
| 1999 | Ford Motor Co                   | Ford Escort WRC       | MON | SWE | KEN | POR | ESP | FRA | ARG | GRE | NZL | FIN | CHN | ITA | AUS | GBR |     |     | 2      | 19   |
| 1999 | Ford Motor Co                   | Ford Escort WRC       | 11  |     |     |     |     |     |     |     |     |     |     |     |     |     |     |     | 2      | 19   |
| 1999 | Ford Motor Co                   | Ford Focus WRC        |     |     |     |     |     |     |     |     |     |     |     |     |     |     |     |     | 2      | 19   |
| 1999 | Ford Motor Co                   |                       |     | 5   | 11  |     |     |     |     |     |     |     | 27  |     | 9   |     |     |     | 2      | 19   |
| 1999 | Petter Solberg                  |                       |     |     |     |     |     |     |     |     |     |     |     |     |     |     |     |     | 2      | 19   |
| 1999 |                                 |                       |     |     |     |     |     |     |     | 12  |     |     |     |     |     |     |     |     | 2      | 19   |
| 2000 | Ford Motor Co                   | Ford Focus WRC        | MON | SWE | KEN | POR | ESP | ARG | GRE | NZL | FIN | CYP | FRA | ITA | AUS | GBR |     |     | 6      | 10   |
| 2000 | Ford Motor Co                   | Ford Focus WRC        |     |     | 5   | DNF |     | 6   | DNF | 4   | DNF |     |     |     |     |     |     |     | 6      | 10   |
| 2000 | Petter Solberg                  | Subaru Impreza WRC    |     |     |     |     |     |     |     |     |     |     |     |     |     |     |     |     | 6      | 10   |
| 2000 | Petter Solberg                  | Subaru Impreza WRC    |     |     |     |     |     |     |     |     |     |     | DNF | 9   |     |     |     |     | 6      | 10   |
| 2000 | Subaru World Rally Team         | Subaru Impreza WRC    |     |     |     |     |     |     |     |     |     |     |     |     |     |     |     |     | 6      | 10   |
| 2000 |                                 | Subaru Impreza WRC    |     |     |     |     |     |     |     |     |     |     |     | DNF | DNF |     |     |     | 6      | 10   |
| 2001 | Subaru World Rally Team         | Subaru Impreza WRC    | MON | SWE | POR | ESP | ARG | CYP | GRE | KEN | FIN | NZL | ITA | FRA | AUS | GBR |     |     | 11     | 10   |
| 2001 | Subaru World Rally Team         | Subaru Impreza WRC    | DNF | 6   | DNF | DNF | 5   | DNF | 2   | DNF | 7   | 7   | 9   | 5   | 7   | DNF |     |     | 11     | 10   |
| 2002 | Subaru World Rally Team         | Subaru Impreza WRC    | MON | SWE | FRA | ESP | CYP | ARG | GRE | KEN | FIN | DEU | ITA | NZL | AUS | GBR |     |     | 37     | 2    |
| 2002 | Subaru World Rally Team         | Subaru Impreza WRC    | 6   | DNF | 5   | 5   | 5   | 2   | 5   | DNF | 3   | DNF | 3   | DNF | 3   | 1   |     |     | 37     | 2    |
| 2003 | Subaru World Rally Team         | Subaru Impreza WRC    | MON | SWE | TUR | NZL | ARG | GRE | CYP | DEU | FIN | AUS | ITA | FRA | ESP | GBR |     |     | 72     | 1    |
| 2003 | Subaru World Rally Team         | Subaru Impreza WRC    | DNF | 6   | DNF | 3   | 5   | 3   | 1   | 8   | 2   | 1   | DNF | 1   | 5   | 1   |     |     | 72     | 1    |
| 2004 | Subaru World Rally Team         | Subaru Impreza WRC    | MON | SWE | MEX | NZL | CYP | GRE | TUR | ARG | FIN | DEU | JPN | GBR | ITA | FRA | ESP | AUS | 82     | 2    |
| 2004 | Subaru World Rally Team         | Subaru Impreza WRC    | 7   | 3   | 4   | 1   | 4   | 1   | 3   | DNF | DNF | DNF | 1   | 1   | 1   | 5   | 5   | DNF | 82     | 2    |
| 2005 | Subaru World Rally Team         | Subaru Impreza WRC    | MON | SWE | MEX | NZL | ITA | CYP | TUR | GRE | ARG | FIN | DEU | GBR | JPN | FRA | ESP | AUS | 71     | 2    |
| 2005 | Subaru World Rally Team         | Subaru Impreza WRC    | DNF | 1   | 1   | 3   | 2   | DNF | 2   | 9   | 3   | 4   | 7   | 1   | DNF | 3   | 13  | DNF | 71     | 2    |
| 2006 | Subaru World Rally Team         | Subaru Impreza WRC    | MON | SWE | MEX | ESP | FRA | ARG | ITA | GRE | DEU | FIN | JPN | CYP | TUR | AUS | NZL | GBR | 40     | 6    |
| 2006 | Subaru World Rally Team         | Subaru Impreza WRC    | DNF | DNF | 2   | 7   | 11  | 2   | 9   | 7   | DNF | DNF | 7   | 8   | 13  | 2   | 6   | 3   | 40     | 6    |
| 2007 | Subaru World Rally Team         | Subaru Impreza WRC    | MON | SWE | NOR | MEX | POR | ARG | ITA | GRE | FIN | DEU | NZL | ESP | FRA | JPN | IRL | GBR | 47     | 5    |
| 2007 | Subaru World Rally Team         | Subaru Impreza WRC    | 6   | DNF | 4   | DNF | 2   | DNF | 5   | 3   | DNF | 6   | 7   | 6   | 5   | 16  | 5   | 4   | 47     | 5    |
| 2008 | Subaru World Rally Team         | Subaru Impreza WRC    | MON | SWE | MEX | ARG | JOR | ITA | GRE | TUR | FIN | DEU | NZL | ESP | FRA | JPN | GBR |     | 46     | 6    |
| 2008 | Subaru World Rally Team         | Subaru Impreza WRC    | 5   | 4   | 11  | DNF | DNF | 10  | 2   | 6   | 6   | 5   | 4   | 5   | 5   | 8   | 4   |     | 46     | 6    |
| 2009 | Petter Solberg World Rally Team | Citroën Xsara WRC     | IRL | NOR | CYP | POR | ARG | ITA | GRE | POL | FIN | AUS | ESP | GBR |     |     |     |     | 35     | 5    |
| 2009 | Petter Solberg World Rally Team | Citroën Xsara WRC     |     | 6   | 3   | 4   | DNF | 3   | 11  | 4   | DNF |     |     |     |     |     |     |     | 35     | 5    |
| 2009 | Petter Solberg World Rally Team | Citroën C4 WRC        |     |     |     |     |     |     |     |     |     |     |     |     |     |     |     |     | 35     | 5    |
| 2009 | Petter Solberg World Rally Team |                       |     |     |     |     |     |     |     | 4   |     |     |     |     |     |     |     |     | 35     | 5    |
| 2009 | Petter Solberg World Rally Team | Citroën Junior Team   |     |     |     |     |     |     |     |     |     |     |     |     |     |     |     |     | 35     | 5    |
| 2009 | Petter Solberg World Rally Team |                       |     |     |     |     |     |     |     |     | 4   |     |     |     |     |     |     |     | 35     | 5    |
| 2010 | Petter Solberg World Rally Team | Citroën C4 WRC        | SWE | MEX | JOR | TUR | NZL | POR | BUL | FIN | DEU | JPN | FRA | ESP | GBR |     |     |     | 169    | 3    |
| 2010 | Petter Solberg World Rally Team | Citroën C4 WRC        | 9   | 2   | 3   | 2   | DNF | 5   | 3   | 4   | 5   | 2   | 3   | 2   | 2   |     |     |     | 169    | 3    |
| 2011 | Petter Solberg World Rally Team | Citroën C4 WRC        | SWE | MEX | POR | JOR | ITA | ARG | GRE | FIN | DEU | AUS | FRA | ESP | GBR |     |     |     | 110    | 5    |
| 2011 | Petter Solberg World Rally Team | Citroën C4 WRC        | 5   | 4   | 6   | DNF | 3   | 4   | 4   | 5   | 5   | 3   | DSQ | DNF | DNF |     |     |     | 110    | 5    |
| 2012 | Ford World Rally Team           | Ford Fiesta RS WRC    | MON | SWE | MEX | POR | ARG | GRE | NZL | FIN | DEU | GBR | FRA | ITA | ESP |     |     |     | 124    | 5    |
| 2012 | Ford World Rally Team           | Ford Fiesta RS WRC    | 3   | 4   | 3   | 3   | 6   | DNF | 3   | 4   | 11  | 3   | 26  | 9   | 11  |     |     |     | 124    | 5    |

| Legende  | Legende            | Legende                                                          |
| Farbe    | Abkürzung          | Bedeutung                                                        |
| -------- | ------------------ | ---------------------------------------------------------------- |
| Gold     | –                  | Sieg                                                             |
| Silber   | –                  | 2. Platz                                                         |
| Bronze   | –                  | 3. Platz                                                         |
| Grün     | –                  | Platzierung in den Punkten                                       |
| Blau     | –                  | Klassifiziert außerhalb der Punkteränge                          |
| Violett  | DNF                | Rennen nicht beendet (did not finish)                            |
| Violett  | NC                 | nicht klassifiziert (not classified)                             |
| Rot      | DNQ                | nicht qualifiziert (did not qualify)                             |
| Rot      | DNPQ               | in Vorqualifikation gescheitert (did not pre-qualify)            |
| Schwarz  | DSQ                | disqualifiziert (disqualified)                                   |
| Weiß     | DNS                | nicht am Start (did not start)                                   |
| Weiß     | WD                 | zurückgezogen (withdrawn)                                        |
| Hellblau | PO                 | nur am Training teilgenommen (practiced only)                    |
| Hellblau | TD                 | Freitags-Testfahrer (test driver)                                |
| ohne     | DNP                | nicht am Training teilgenommen (did not practice)                |
| ohne     | INJ                | verletzt oder krank (injured)                                    |
| ohne     | EX                 | ausgeschlossen (excluded)                                        |
| ohne     | DNA                | nicht erschienen (did not arrive)                                |
| ohne     | C                  | Rennen abgesagt (cancelled)                                      |
| ohne     | keine WM-Teilnahme |                                                                  |
| sonstige | P/fett             | Pole-Position                                                    |
| sonstige | 1/2/3/4/5/6/7/8    | Punktplatzierung im Sprint-/Qualifikationsrennen                 |
| sonstige | SR/kursiv          | Schnellste Rennrunde                                             |
| sonstige | *                  | nicht im Ziel, aufgrund der zurückgelegten Distanz aber gewertet |
| sonstige | ()                 | Streichresultate                                                 |
| sonstige | unterstrichen      | Führender in der Gesamtwertung                                   |